# Apolo (Stargate)
El Apolo es el crucero de batalla más avanzado construido en la tierra en el mundo Stargate junto con el Daedalus y el Odyssey, al igual que estos, es la evolución del Prometheus y su denominación es BC-304.
Cada crucero BC-304 tiene un color de identificación que se puede ver en el mapa detrás de la silla del comandante y la iluminación, en el Apolo es Azul/Indigo.

## Equipamiento a bordo de la nave
El Apolo está equipado con escudos avanzados, sistemas de teletransporte e hiperpropulsores intergalácticos Asgard.
En un principio las armas eran terrícolas, siendo estas múltiples torretas de armas Rail, misiles con cabezas nucleares Mark VIII enriquecidas con Naquadah y una plataforma Horizon; producto de que los Asgard son reacios a entregar armas que podrían ser utilizadas en el futuro en su contra o en contra de otras razas indefensas. Luego de la extinción de estos en el episodio Unending fue dotado de Cañones de Plasma Asgard. En su interior el crucero lleva cazas F-302.

## Historia

### Bombardeo a Asuras
El Apolo es un BC-304 bajo las órdenes del Coronel Abe Ellis. Llegó a Atlantis con una plataforma de nombre clave Horizon que contiene seis Mark IX, llamadas también “cabezas nucleares Gatebuster” y 4 cabezas nucleares de señuelo. Conjuntamente con el equipo de Atlantis, el coronel Ellis y la tripulación a bordo del Apolo desplegaron con éxito la plataforma Horizon contra el planeta natal de los Asuran, apuntando a los sitios militares dominantes en donde estaban siendo construidas naves de guerra. Tuvieron éxito en destruir todas las naves Asuran junto con la mayoría de los blancos secundarios.

### Escape de Lantea
Después del ataque contra el planeta de los Asuran, el Apolo volvió a Atlantis. Allí intentó destruir el satélite Asuran que se situó en órbita geosíncrona sobre la ciudad y que disparó, a través de un Stargate a bordo, un rayo de partículas que fue enviado desde el planeta de los Asuran. El rayo disparó momentáneamente sobre el Apolo inmediatamente después de activarse y luego giró para atacar la ciudad. Los escudos de la nave fueron severamente dañados por el arma. El arsenal regular de misiles del Apolo resultó ser ineficaz contra los escudos del satélite.
Sin forma de que el Apolo o Atlantis inhabiliten el satélite, el doctor Rodney McKay y el coronel Sheppard idearon un plan para traer un asteroide del área alrededor de Lantea, que habían sido parte alguna vez de una segunda luna en órbita del planeta, y colocarlo en la trayectoria del arma Asuran suficiente tiempo para permitir que Atlantis vuele a otro mundo. Varios F-302 fueron lanzados desde las bahías del Apolo, bajo el comando del Teniente Lorne, y usados para arrastrar el asteroide hasta la trayectoria del arma de energía. Antes de que el plan fuera puesto en marcha, el Apolo transportó a bordo suyo a todo el personal no esencial de la ciudad, y luego de que Atlantis entró al hiperespacio, dejó Lantea para encontrarse en el nuevo planeta.

### La Búsqueda de Atlántida
Una vez que Atlantis no se presentó en el punto de reunión, el Apolo emprendió la búsqueda de la ciudad y para ello solicita la ayuda de la Coronel Samantha Carter, quién se hallaba en la Estación Intermedia supervisando el final de su construcción. Después de mucho buscar, finalmente el Apolo logra hallar Atlantis, para luego ir a ayudar al equipo del Coronel Sheppard, quienes se encontraban en una misión para robar un ZPM del planeta Asuras, y usarlo para darle energía a la Ciudad. Una vez allí, el Apolo entra en combate con una nave Asuran, resistiendo muy bien los disparos de esta (hay discusión sobre si la nave uso drones, o algún tipo de armas de energía). Con el equipo del Coronel Sheppard a bordo, la Apolo se retira y vuelve a Atlantis, acompañándola hasta que esta aterriza en un nuevo mundo.

### Campaña contra Flota Asuran
En "Be all my sins remember'd", la Apolo, junto al Daedalus y una coalición de Naves Colmena Wraith y de los Travelers, lanzan un ataque sobre el planeta Asuras. En este episodio, se ve a ambas naves terrestres con la tecnología Asgard adquirida en el episodio Unending, de Stargate SG-1
- Datos: Q5701538